# Đại An, Vụ Bản
Đại An là một xã thuộc huyện Vụ Bản, tỉnh Nam Định, Việt Nam.

## Địa lý - Hành chính
Xã nằm trên trục Quốc lộ 38B nối từ Hải Dương đến Ninh Bình; phía Đông giáp thành phố Nam Định; phía Bắc giáp xã Hợp Hưng và huyện Mỹ Lộc; phía Tây giáp xã Quang Trung và phía Nam giáp xã Liên Bảo.
Xã có diện tích 9,79 km², dân số năm 1999 là 6.885 người, mật độ dân số đạt 703 người/km².
Xã được phân thành các thôn, làng:
- Làng An Duyên: xóm Thượng, xóm Giữa, xóm Đông, xóm Chợ
- Làng Đại Đê: Xóm Đông, xóm Tây, xóm Trung, xóm Thượng
- Làng An Cự
- Làng An Hưng (Làng Võng Cổ)
- Thôn Ngói